# Paparazzi (film)
Paparazzi is een actiefilm uit 2004, geproduceerd door Mel Gibson, waarin Cole Hauser en Tom Sizemore in spelen.
De film gaat over het leven van een populaire Hollywood-filmster die door de schuld van de paparazzi een auto-ongeluk krijgt waardoor zijn zoontje in coma raakt.

## Verhaal
Bo Laramie (Hauser) is een beroemde Hollywood-filmster, voorheen een man uit een simpel plattelandstadje. Een stel corrupte plaatselijke paparazzi willen de acteur kapotmaken en treiteren hem diverse malen. Het gaat zelfs zo ver dat na een avondje stappen Bo en zijn vrouw (Tunney) en zoonlief al autorijdend plotseling belaagd worden door een auto met daarin allemaal fotografen. Door de flitsen krijgt Bo een ongeluk waarbij zijn zoontje in coma raakt. De schuldige paparazzi, die Bo toevallig nog kon zien, worden na dit voorval 1 voor 1 allemaal vermoord.

## Rolverdeling
- Cole Hauser – Bo Laramie
- Robin Tunney – Abby Laramie
- Dennis Farina – Detective Burton
- Daniel Baldwin – Wendell Stokes
- Tom Hollander – Leonard Clark
- Kevin Gage – Kevin Rosner
- Tom Sizemore – Rex Harper
- Chris Rock – Pizza Delivery Guy
- Mel Gibson – Woedebeheersing patiënt
- Matthew McConaughey – Zichzelf
- Vince Vaughn – Zichzelf

## Kritiek
De film heeft erg veel kritiek over zich heen gehad. Diverse recensies maakte de film met de grond gelijk..